# Ménage à trois

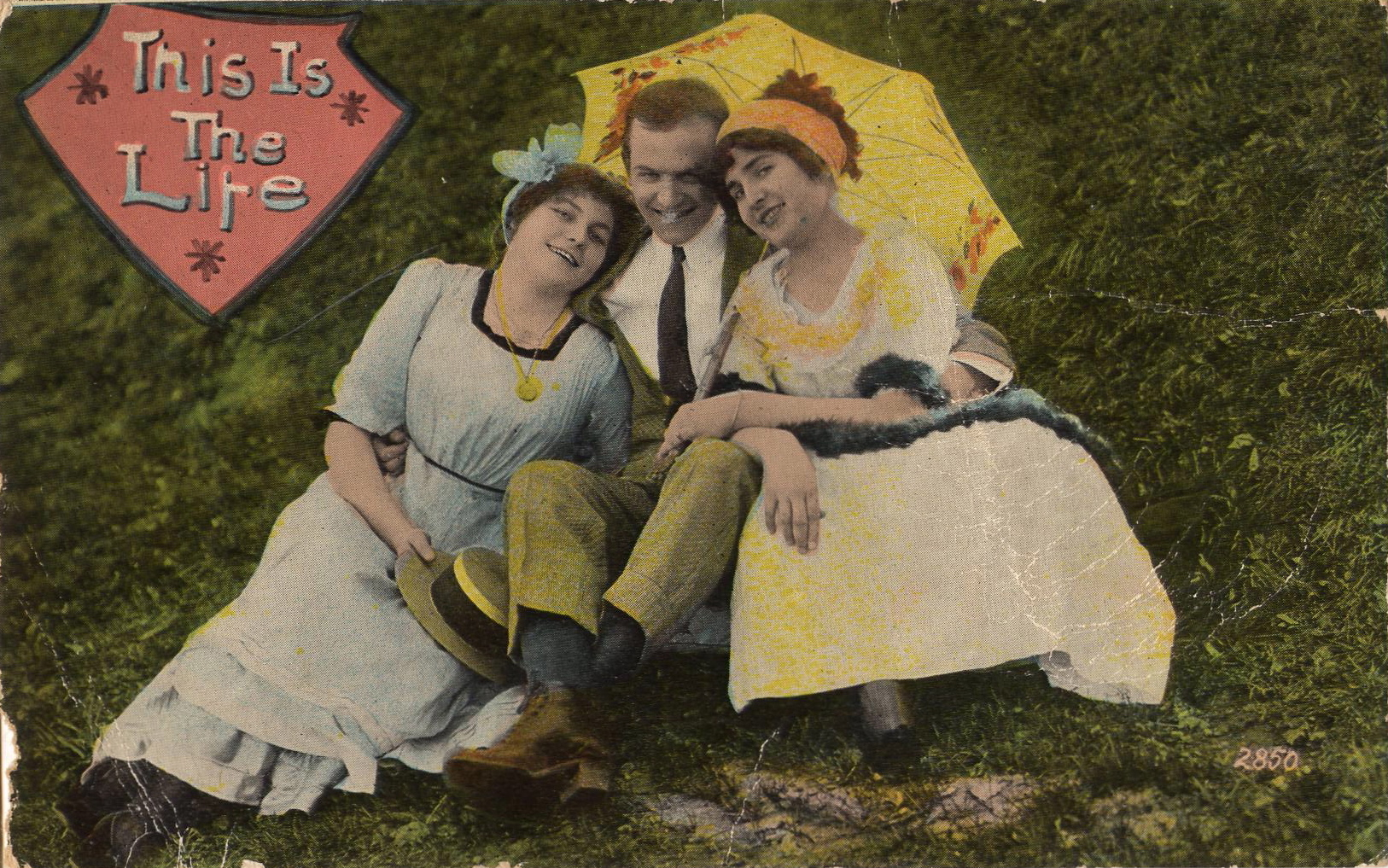
Vykort från ca 1910

För samlagskonstellationen, se trekant.
Ménage à trois är ett franskt uttryck som beskriver en relation eller ett familjearrangemang där tre personer deltar i en sexuell relation. 
Den franska frasen ménage à trois betyder ordagrant "hushåll för tre". Med detta menas en romantisk relation där tre personer, som till exempel ett gift par och en älskare eller älskarinna, lever tillsammans och har en sexuell relation. Inom polyamorösa kretsar kallas ett likadant arrangemang ibland för en triad. 
Ibland används också ménage a trois för att beskriva en renodlat sexuell konstellation, synonymt med att ha en trekant. 

## Exempel
Historiska exempel på ménage à trois är bland annat Emma Hamilton, hennes make William Hamilton, och Horatio Nelson. Ytterligare ett exempel är Georgiana, hertiginna av Devonshire, William Cavendish, 5:e hertig av Devonshire och Elizabeth Foster.